# Franz Schupp
Franz Schupp (* 3. November 1936 in Wien; † 11. April 2016) war ein österreichischer römisch-katholischer Theologe und Philosoph.

## Leben und Wirken
Nach Studium, Priesterweihe und zweifacher Promotion (Dr. theol. und Dr. phil.) war Schupp von 1971 bis 1975 in Nachfolge von Karl Rahner  Professor für Dogmatik an der Universität Innsbruck. In den Jahren von 1976 bis 1978 arbeitete er am Leibniz-Archiv Hannover. 1979 übernahm er einen Lehrstuhl für Philosophie an der Universität Paderborn. 2002 trat er in den Ruhestand.
In Innsbruck machte Schupp sich mit innovativen Beiträgen zur theologischen Diskussion einen Namen. Als Dogmatiker stand er in kritischer Verbindung mit Karl Rahner. Das Werk Glaube – Kultur – Symbol (1974) zählt zu den innovativsten Entwürfen im Bereich der neueren katholischen Sakramententheologie. Schupp gehörte während dieser Zeit noch dem Jesuitenorden an. Nach heftigem Konflikt wegen der angeblich „aktualistischen“ Ausrichtung seines Denkens (Schupp betrachtete die Kritische Theorie als zentrale Herausforderung der gegenwärtigen Theologie) kam es Mitte der 1970er-Jahre zum Bruch. 1974 wurde ihm die kirchliche Lehrerlaubnis entzogen.
Danach trat Schupp besonders mit Editionen und Kommentaren zu Texten der Logik aus dem 10. bis 17. Jahrhundert hervor. Seine Spezialgebiete waren die mittelalterliche und die von Gottfried Wilhelm Leibniz entwickelte Logik. Einem größeren Leserkreis wurde er durch seine 2003 im Felix Meiner Verlag erschienene, rasch populär gewordene Geschichte der Philosophie im Überblick bekannt.
Franz Schupp starb im April 2016 im Alter von 79 Jahren.

## Schriften

### Eigene Werke
- Die Evidenz der Geschichte. Innsbruck 1970.
- Glaube – Kultur – Symbol. Versuch einer kritischen Theorie sakramentaler Praxis. Düsseldorf 1974.
- Auf dem Weg zu einer kritischen Theologie (Quaestiones disputatae. Band 64). Freiburg im Breisgau / Basel / Wien 1974.
- Poppers Methodologie der Geschichtswissenschaft. Bonn 1975.
- Mythos und Religion. Düsseldorf 1976.
- Mythos und Religion: Der Spielraum der Ordnung. in: Philosophie und Mythos. Ein Kolloquium. Herausgegeben von Hans Poser. Berlin / New York 1979, 59–74.
- Logical problems of the medieval theory of consequences. With the edition of the Liber consequentiarum (History of logic. Band 6). Napoli 1988.
- Schöpfung und Sünde. Von der Verheißung einer wahren und gerechten Welt, vom Versagen der Menschen und vom Widerstand gegen die Zerstörung. Unter Mitarbeit von Martin Günther u. Hanjo Sauer, Düsseldorf 1990.
- Geschichte der Philosophie im Überblick. Band 1: Antike / Band 2: Christliche Antike und Mittelalter / Band 3: Neuzeit, Hamburg 2003 [Studienausgabe: Hamburg 2005].
- Der geistesgeschichtliche Ort der Theologie von Karl Rahner. in: Theologisch-praktische Quartalschrift 152 (2004), S. 61–74.

### Editionen
- Johann Sebastian von Drey: Kurze Einleitung in das Studium der Theologie mit Rücksicht auf den wissenschaftlichen Standpunkt und das katholische System. Unveränd. reprograf. Nachdruck der Ausgabe Tübingen, Laupp, 1819. Hrsg. u. eingel. von Franz Schupp, Darmstadt 1971.
- Johann Sebastian von Drey: Revision von Kirche und Theologie. Drei Aufsätze. Unveränderter reprografischer Nachdruck. Hrsg. u. eingel. von Franz Schupp, Darmstadt 1971.
- Gottfried Wilhelm Leibniz: Generales inquisitiones de analysi notionum et veritatum. Lat.-dt. Hrsg., übers. u. mit einem Kommentar versehen von Franz Schupp (Philosophische Bibliothek. Band  338), Hamburg 1982 [Zweite, durchgesehene Auflage: Hamburg 1993].
- Gottfried Wilhelm Leibniz: Sämtliche Schriften und Briefe. Erste Reihe: Allgemeiner politischer und historischer Briefwechsel. Band 11: Januar – Oktober 1695. Bearbeiter: Wolfgang Bungies, Albert Heinekamp, Franz Schupp, Berlin (Akademie-Verlag) 1982.
- Wilhelm von Osma: De consequentiis/Über die Folgerungen. Lateinisch-deutsch. Textkritisch hrsg., übers., eingel. und kommentiert von Franz Schupp (Philosophische Bibliothek. Band 438), Hamburg 1991.
- Martinus Anglicus: De obligationibus / Über die Verpflichtungen. Lateinisch/deutsch. Textkritisch hrsg., übers., eingel. und kommentiert von Franz Schupp (Philosophische Bibliothek. Band 462), Hamburg 1993.
- Abbo von Fleury: De syllogismis hypotheticis. Textkritisch hrsg., übers., eingeleitet und kommentiert von Franz Schupp (Studien und Texte zur Geistesgeschichte des Mittelalters. Band 56), Leiden / New York / Köln (Brill) 1997.
- Gottfried Wilhelm Leibniz: Die Grundlagen des logischen Kalküls. Lateinisch-deutsch. Hrsg., übers. und mit einem Kommentar versehen von Franz Schupp. Unter der Mitarbeit von Stephanie Weber (Philosophische Bibliothek. Band 525), Hamburg 2000.
- Al-Fārābī: Über die Wissenschaften/De scientiis. Nach der lateinischen Übersetzung von Gerhard von Cremona. Lateinisch-deutsch (Philosophische Bibliothek. Band 568), Hamburg 2005.
- Averroes: Die entscheidende Abhandlung und die Urteilsfällung über das Verhältnis von Gesetz und Philosophie. Eingeleitet, herausgegeben und übersetzt von Franz Schupp (Philosophische Bibliothek. Band 600), Hamburg 2009.
- Avempace: Über das Ziel des menschlichen Lebens. Arabisch-deutsch. Hrsg., übers. und mit einem Kommentar versehen von Franz Schupp. (Philosophische Bibliothek. Band 667), Hamburg 2015.